# お昼もGAMADAS
『お昼もGAMADAS』（おひるもガマダス）は、エフエム熊本（FMK）で1997年3月31日から2007年3月29日まで放送されていた平日11:30 - 14:35の人気生放送番組。今でも多くのファンに番組再開が望まれている。
GAMADAS（正式には、「がまだす」）とは熊本弁で「がんばります」の意。「エフエム中九州」という社名であった1997年3月31日に放送開始。以降同局の他のワイド番組がそれぞれ入れ替わっていく間もこの番組だけは歴史を重ね続け、同局の看板番組となっていた。
地元のコンビニエンスストアなどとタイアップし、オリジナルの弁当、パンなどを製作した。
2007年3月で番組開始10年となったが、局の大改編に伴い、3月19日の放送で番組終了の告知がされ、3月29日をもって歴史にピリオドを打った。
事実上の後継番組は黒木がメインを担当する「水曜パンゲア」であり、当番組よりも長い15年半にわたり放送された。。

## パーソナリティ
- 黒木よしひろ
- マッキー（月曜）
- 嶋本えみ（火曜）
- 中村真弓（水曜）
- 渡辺ひとみ（木曜）

## 過去のアシスタント
- マサヤン（現:まさやん）
- トミー
- アモーレ福島

## 放送時間
- 2006年10月現在 11:30～14:35

## 放送当時の主なコーナー
- 11:40頃 GAMADAS商事株式会社
- 12:10頃 （月曜）熊本城は400歳！カルトクイズ（火～木曜）黒木よしひろのI LOVE WOMAN
- 熊本市広報番組
- 12:30〜 NTT西日本ミュージックシャワートーク
  - 前半はリスナーとパーソナリティが電話でトーク、後半は日替わりコーナー
  - 月曜 - 九星気学による今週の運勢
  - 火曜 - プレシャストーク　(番組内に寄せられた英詞の曲を翻訳して朗読)
  - 水曜 - シネマトーク　　(熊本大学公開講座講師 辻昭二郎による最新映画を紹介)
  - 木曜 - 杏子のイロイロ知りたい.COM　(ある話題《主に音楽アーティスト》について解説)

- 13:00 デイリーフライヤー（JFNネット番組）
- 13:30〜 日替わり企画
  - 月曜 - 達人への道　(黒木･マッキーがある分野の"達人"となるべく毎週試行錯誤する)
  - 火曜 - 熊日タウンパケットスクエアー　(熊本日日新聞紙面とタイアップして携帯電話のカメラから送られてきた画像を紹介)
  - 水曜 -
  - 木曜 - がマダスサッカーカルトクイズ　(過去世界中で起こったサッカーに関する珍事をクイズで紹介)

- 14:00〜 ウェザー・オン・ニューディスク
  - 新譜CDをBGMにした天気予報
- 14:10～ （月曜）嫌いどグランプリ（テーマに基づき毎週「こんな○○はいやだ」というネタを紹介している）